# The Banshees of Inisherin
The Banshees of Inisherin (dt.: „Die Todesfeen von Inisherin“) ist ein Spielfilm von Martin McDonagh aus dem Jahr 2022. Die Hauptrollen in der historischen Tragikomödie über das abrupte Ende einer lebenslangen Freundschaft zwischen zwei irischen Männern spielten Colin Farrell und Brendan Gleeson, die bereits 2008 in McDonaghs Langfilmdebüt Brügge sehen … und sterben? die Hauptrollen übernommen hatten.
Die internationale Koproduktion zwischen Irland, den USA und dem Vereinigten Königreich wurde im Oktober 2022 in den amerikanischen, britischen und irischen Kinos veröffentlicht. Die Uraufführung hatte zuvor am 5. September 2022 bei den Internationalen Filmfestspielen von Venedig stattgefunden. Dort gewann McDonagh den Preis für das beste Drehbuch, Colin Farrell erhielt die Coppa Volpi als bester Darsteller. In Deutschland ist der Film seit 5. Januar 2023 in den Kinos und seit dem 15. März 2023 bei Disney+ zu sehen.

### Besetzung und Filmstab

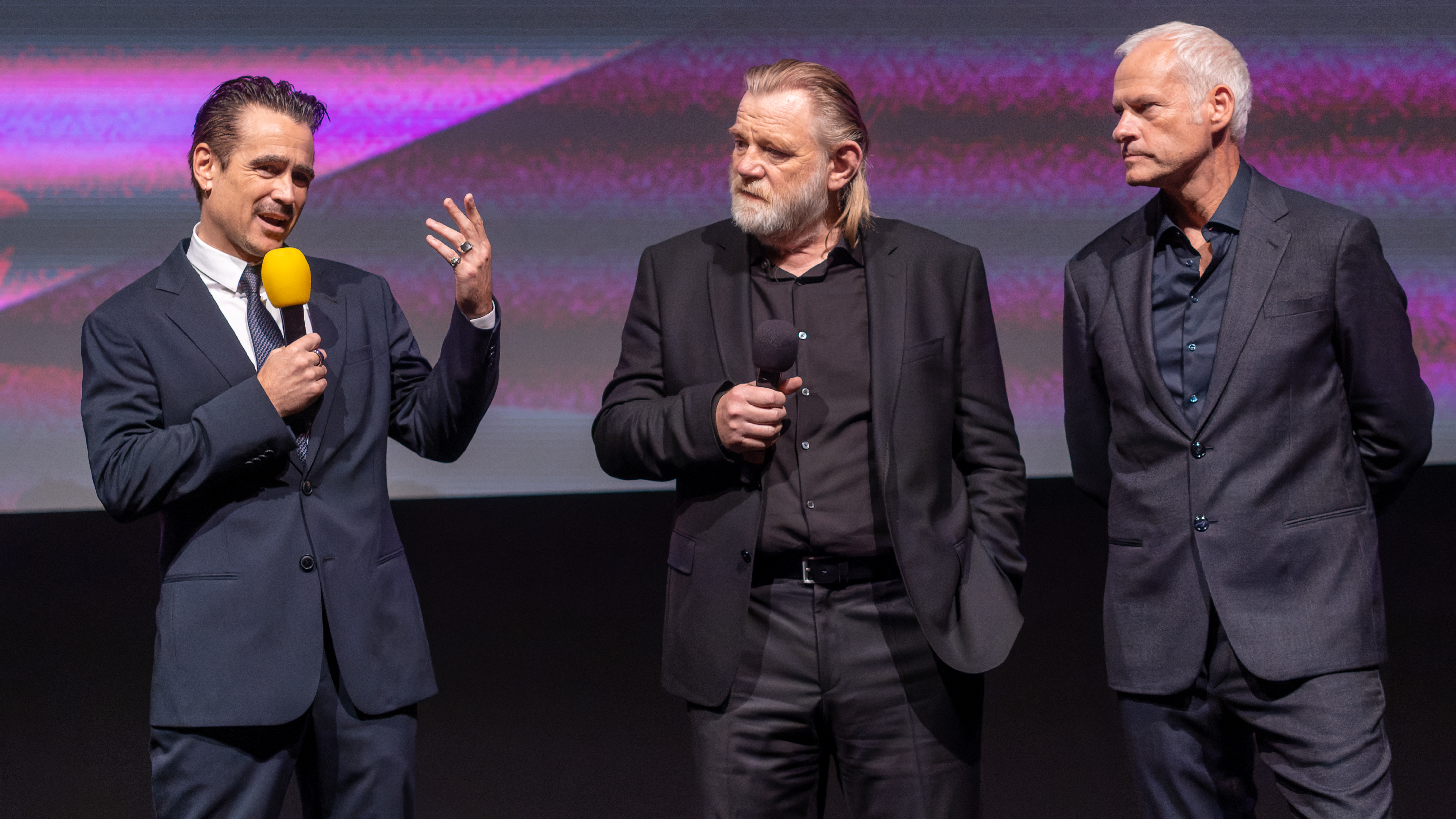
Colin Farrell, Brendan Gleeson und Martin McDonagh (v. l. n. r.) bei der britischen Premiere von The Banshees of Inisherin in London (Oktober 2022)

### Kritiken

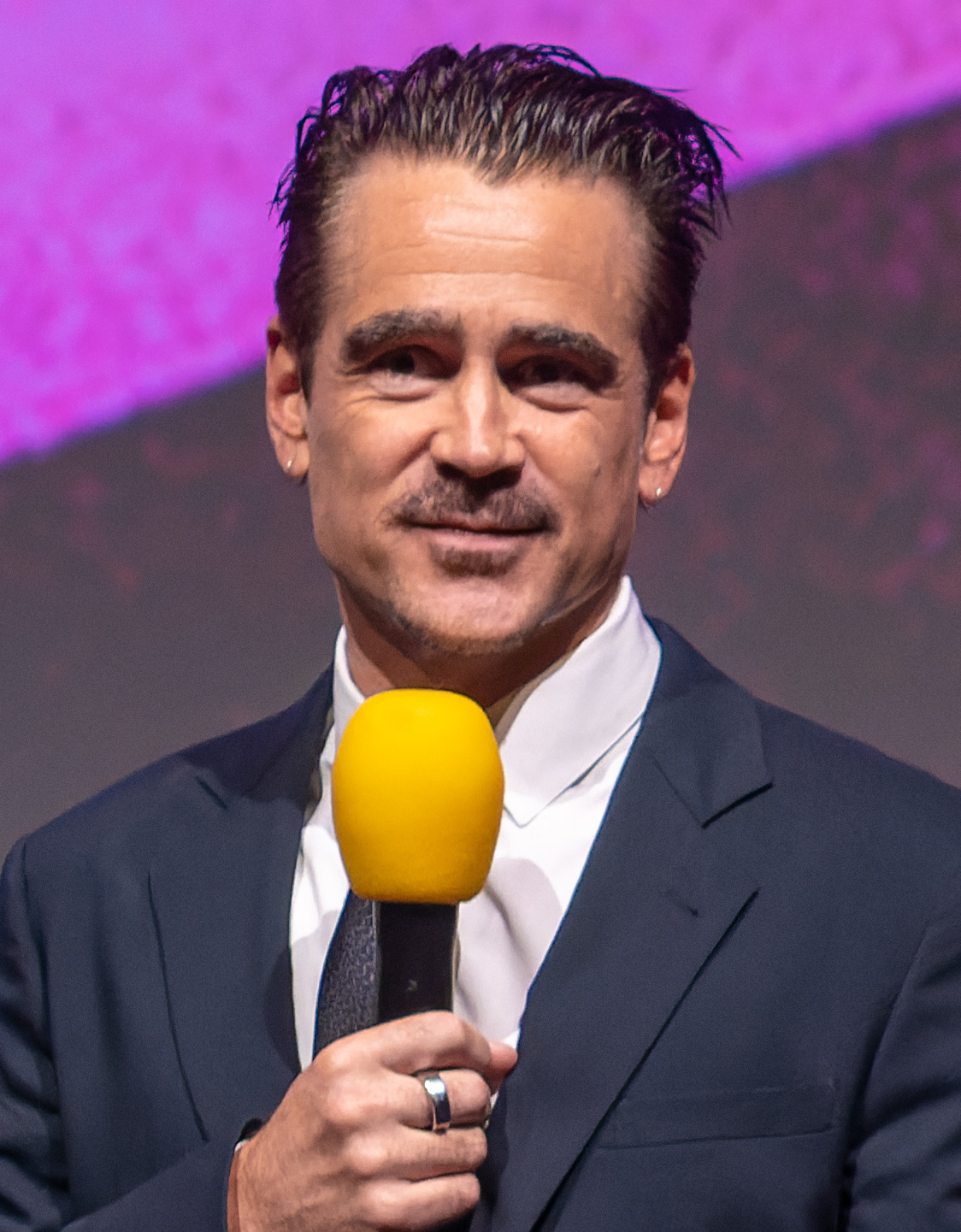
Hauptdarsteller Colin Farrell erhielt viel Kritikerlob für seine Leistung als Pádraic

## Handlung
Irland, 1923: Während der Bürgerkrieg auf der irischen Hauptinsel tobt, sind auf der abgelegenen (fiktiven) Insel Inisherin (Inis Éireann, „Insel Irland“) der Aran-Inseln an der Westküste Pádraic und Colm schon ein Leben lang miteinander befreundet. Der gutmütige Pádraic lebt mit seiner Schwester Siobhán zusammen und widmet sich der Landwirtschaft. Die Zwerg-Eselin Jenny ist sein Lieblingstier, über dessen Verhaltensweisen er stundenlang berichten kann. Der ältere Colm ist Folkmusiker und Hundebesitzer. Beide treffen sich regelmäßig auf ein Bier im örtlichen Pub, in dem Colm abends oft mit anderen Künstlern auf seiner Violine musiziert.
Am 1. April beendet Colm seine Freundschaft mit Pádraic abrupt. Als Grund gibt er dessen Einfältigkeit an. Colm sehnt sich nach intellektuellem Austausch und möchte sich fortan der Komposition widmen, um der Nachwelt in Erinnerung zu bleiben. Pádraic ist über diese Nachricht am Boden zerstört. Er will sich mit Colms Entschluss nicht abfinden und glaubt zuerst an einen Aprilscherz. Wiederholt sucht er ihn auf und stellt ihn zur Rede, jedoch ohne Erfolg. Ebenso versuchen die belesene Siobhán und der junge und einfältige Dominic, Sohn des örtlichen Polizisten Peadar, im Streit zu vermitteln. Auch der von Pádraic eingespannte Priester kann Colm im Disput über Sünde und Vergebung nicht bekehren. Als Dominic von seinem Vater wegen Alkoholdiebstahls misshandelt wird, nehmen Pádraic und Siobhán diesen für kurze Zeit bei sich auf. Dominic versucht später ungeschickt mit Siobhán romantisch anzubandeln, wird aber von ihr freundlich abgewiesen.
Colm stellt Pádraic ein Ultimatum – sollte der ihn weiter belästigen, werde er sich jedes Mal einen Finger der linken Hand mit seiner Schafschere abschneiden. Als Pádraic den gewalttätigen Peadar öffentlich bloßstellt, wird er von diesem niedergeschlagen. Der zufällig anwesende Colm steht Pádraic bei und fährt ihn mit der Kutsche aus der Stadt hinaus. Dies ändert jedoch nichts am Entschluss von Colm, woraufhin Pádraic abends betrunken im gut besuchten Pub einen Streit provoziert. Als Pádraic am nächsten Tag Colm aufsucht und sich für sein Verhalten entschuldigen will, wirft dieser kurz darauf einen abgeschnittenen Finger gegen dessen Haustür. Währenddessen sagt die Insel-Älteste und stets dunkel gekleidete Mrs. McCormick Pádraic voraus, dass ein oder zwei Einwohner Inisherins im nächsten Monat sterben werden.
Das Verhältnis zwischen Colm und Pádraic scheint sich in der Folge zu beruhigen. Als Pádraic Colm eines Tages besucht, berichtet dieser ihm stolz, er habe ein selbstkomponiertes Werk namens The Banshees of Inisherin vollendet. Pádraic wiederum zieht versehentlich erneut den Zorn Colms auf sich, als er berichtet, einen Musiker unter Angaben falscher Tatsachen von der Insel vertrieben zu haben. Kurze Zeit später wirft Colm vier abgeschnittene Finger an die Haustür von Pádraic und Siobhán. Entnervt vom Inselleben, zieht Siobhán aufs Festland, wo sie eine Anstellung in einer Bibliothek erhalten hat. Pádraic muss feststellen, dass seine Eselin Jenny, während er an der Küste seiner Schwester nachgewinkt hatte, an einem von Colms Fingern verendet ist. Pádraic begräbt Jenny im Garten und kündigt Colm an, am nächsten Nachmittag um 14 Uhr dessen Haus anzuzünden. Er setzt seinen Plan in die Tat um und nimmt Colms Hund in seine Obhut, den er vor Colms Tür findet. Durch ein Fenster sieht Pádraic Colm im Haus, der sich anscheinend rauchend mit seinem Schicksal abgefunden hat und auf den Tod wartet. Peadar will Pádraic verhaften, wird aber, bevor er dies tun kann, von Mrs. McCormick wortlos zum Leichnam seines Sohnes in einem nahen See geführt. Am nächsten Tag treffen Colm und Pádraic am ausgebrannten Haus am Meer aufeinander. Colm sagt, nun seien Pádraic und er nach den jüngsten Geschehnissen „quitt“ und der Streit beigelegt, entschuldigt sich für Jennys versehentlichen Tod und bedankt sich für das Hüten seines Hundes. Pádraic widerspricht ihm, erklärt sich dennoch bereit, auch in Zukunft auf Colms Hund aufzupassen. Von weitem werden beide von Mrs. McCormick beobachtet.

## Entstehungsgeschichte